# 感染力
疫学での感染力（英語：Infectivity）とは、病原体が感染を達成する能力である。より具体的には、感染力は親と子の関係(垂直感染)ではない宿主の間で、どのくらいの頻度で広がっていくかという病原体の水平感染能力のことである。 集団における感染力の尺度は、Incidence(発生率、罹患率）と呼ばれる。
感染力はVirulence(病原性)と正の相関があることが示されている。これは、より多くの数の宿主に感染する能力が増すほど、宿主がより重症化することを意味する。